# 多面体图

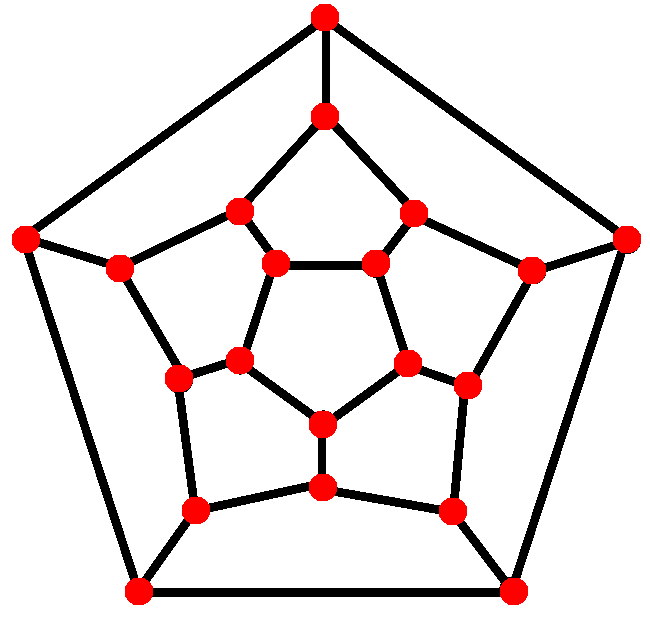
正十二面体的多面体图

多面体图（英語：Polyhedral graph）是几何图论的一个概念，指凸多面体的顶点、边构成的无向图。在图论中，多面体图均为3-连通平面图。

## 特征
凸多面体的施莱格尔图将该多面体的边、顶点用线段、端点在二维空间中表示出来，其外观是一个凸多边形里镶套着多个更小的凸多边形。该图的边互相不会交叉，因此多面体图一定是平面图。此外，巴林斯基定理证明，多面体图一定是3-连通图。
依照施泰尼茨定理，（1）平面图和（2）3-连通是证明一个图为多面体图的充要条件。换言之，如果一个平面图是3-连通的，那么一定存在一个凸多面体，其顶点、边与此平面图同构。